# Limosina silvatica
Limosina silvatica är en tvåvingeart som först beskrevs av Johann Wilhelm Meigen 1830.  Limosina silvatica ingår i släktet Limosina och familjen hoppflugor. Arten är reproducerande i Sverige. Inga underarter finns listade i Catalogue of Life.

## Bildgalleri

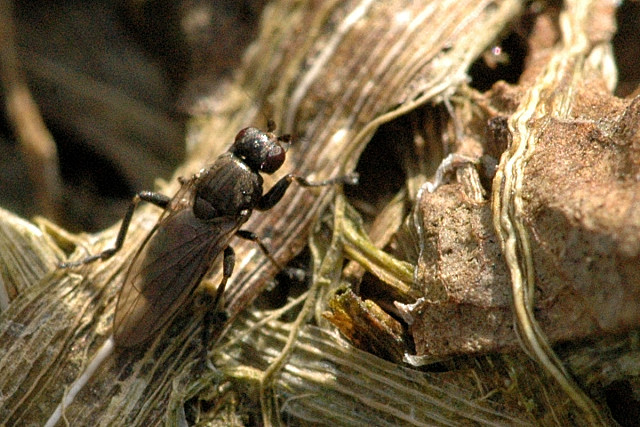
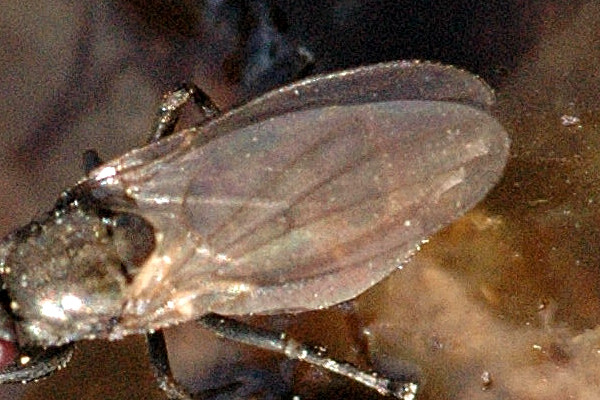
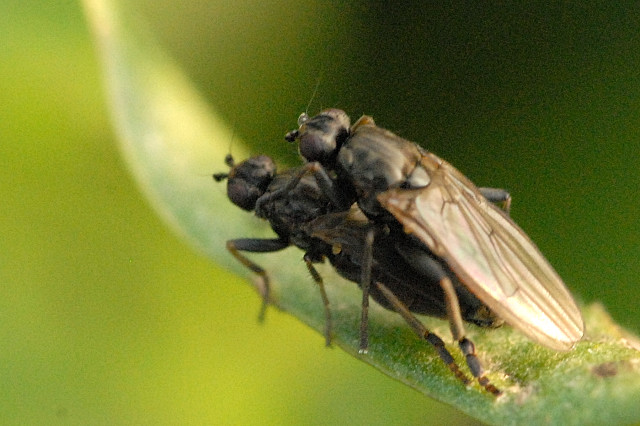